# Lisa Unger
Pour les articles homonymes, voir Unger.
Lisa Unger, née Lisa Miscione le 26 avril 1970 à New Haven, Connecticut, est une romancière américaine spécialisée dans le roman policier. Ses romans sont publiés dans plus de vingt-cinq pays.

## Biographie
Elle naît dans le Connecticut mais grandit aux Pays-Bas, puis vit un temps en Angleterre avant que sa famille revienne s'installer au New Jersey. Diplômée à l'université New School for Social Research, elle passe un certain nombre d'années à travailler dans le milieu de l'édition à New York. Elle vit maintenant en Floride avec son mari et sa fille.

## Carrière
De 2002 à 2005, Lisa Miscione publie sous son nom quatre romans, dont deux sont traduits en français. Ils sont réédités aux États-Unis en 2011 et 2012, sous le pseudonyme de Lisa Unger, du nom de son mari Jeff Unger, un artiste-peintre.
Tous ses romans ultérieurs sont signés Lisa Unger.
Black Out (Mémoire trouble), son septième roman, est choisi comme « le super livre de l'année 2008 », grâce à ce livre Lisa remporte une médaille d'argent.
Et surtout ne te retourne pas... (Die For You), publié en 2010, rencontre beaucoup de succès, après avoir été présenté dans de nombreuses émissions télévisées en Amérique.
En 2014, Lisa Unger publie In the Blood (L'Appel du mal, 2014), à ne pas confondre avec le film du réalisateur britannique John Stockwell, sorti en 2014, et également intitulé In the Blood, ou parfois Out of Control.

## Œuvre

### Romans signés Lisa Unger

#### SérieThe Whispers Series
- The Whispers (octobre 2014)
- The Burning Girl (novembre 2014)
- The Three Sisters (janvier 2015)

#### SérieLes Hollows
- Fragile (2010) Publié en français sous le titre Charlene ne reviendra pas, Paris, Belfond, avril 2011 ; réédition, Pocket no 14941, avril 2012
- Darkness, My Old Friend (2011) Publié en français sous le titre Les Voix du crépuscule, Paris, Éditions du Toucan, mars 2012 ; réédition, Le Livre de poche no 32898, 2013

#### SérieRidley Jones
- Beautiful Lies (2006) Publié en français sous le titre Cours, ma jolie, Paris, Belfond, janvier 2007 ; réédition, Pocket no 13412, février 2008
- Sliver of Truth (2007) Publié en français sous le titre Sans issue, Paris, Belfond, février 2008 ; réédition, Pocket no 13780, février 2009 ; et Livres audio VDB, juillet 2009

#### Autres romans
- Black Out (2008) Publié en français sous le titre Mémoire trouble, Paris, Belfond, avril 2009, Belfond ; réédition, Pocket no 14308, avril 2010, et Livres audio VDB
- Die for You (2009) Publié en français sous le titre Et surtout ne te retourne pas..., Paris, Belfond, avril 2010 ; réédition, Pocket no 14644, avril 2011
- Heartbroken (2012) Publié en français sous le titre L'Île des ombres, Paris, Éditions du Toucan, février 2013
- In the Blood (2014) Publié en français sous le titre L’Appel du mal, Paris, Éditions du Toucan, octobre 2014
- Crazy Love You (Février 2015)
  - Publié en français sous le titre Sors de ma vie, Paris, Editions du Toucan, novembre 2015
- Ink and Bone (Juin 2016)
- The Red Hunter (Avril 2017)
- Under my Skin (Octobre 2018)
- The Stranger Inside (2019)
- Confessions on the 7:45 (2020)
- Last Girl Ghosted (2021)
- Secluded Cabin Sleeps Six (2022)
- Close Your Eyes and Count to Ten (2025)

### Nouvelles signées Lisa Unger
- Unknown Caller (2023)
- The Doll's House (2024)

### Romans signés Lisa Miscione

#### SérieLydia Strong
- Angel Fire (2002) Publié en français sous le titre L'Ange de feu, Paris Albin Michel, septembre 2004 ; réédition, Le Livre de poche no 37170, décembre 2006
- The Darkness Gathers (2003) Publié en français sous le titre La Peur de l'ombre, Paris, Albin Michel, février 2007 ; réédition, Le Livre de poche no 31381, juin 2009
- Twice (2004)
- Smoke (2005)

## Prix et distinctions

### Prix
- Prix Thriller 2024 de la meilleure nouvelle pour Unknown Caller[1]

### Nominations
- Prix Edgar-Allan-Poe 2019 du meilleur livre de poche original pour Under My Skin[2]
- Prix Edgar-Allan-Poe 2019 de la meilleure nouvelle pour The Sleep Tight Motel[2]
- Prix Hammett 2018 pour Under My Skin[3]
- Prix Macavity 2019 du meilleur roman pour Under My Skin[4]
- Prix Thriller 2021 du meilleur roman pour Confessions on the 7:45[1]
- Prix Thriller 2024 de la meilleure nouvelle pour Unknown Caller[1]
- Prix Thriller 2025 de la meilleure nouvelle pour The Doll's House[1]